# Aggregazione di storia
L'Aggregazione esterna di storia è una competizione francese che consente il reclutamento di professori aggregati che insegnano storia al college o al liceo, come l'aggregazione esterna della geografia e l'aggregazione interna della storia e geografia. Di fatto (ma non di diritto), serve spesso come criterio di selezione per l'insegnamento della storia nella CPGE e nell'istruzione superiore.

## Storia
L'aggregazione di storia e geografia è stata creata nel 1831. La distinzione tra aggregazioni delle due discipline, della storia e della geografia, viene stabilita sotto l'influenza del geografo Emmanuel de Martonne e con l'accordo del ministro Jérôme Carcopino, nel 1941 (decreto del 28 aprile), poi definitivamente ratificato dal decreto del 28 settembre 1943: "Viene istituita un'aggregazione di storia e un'aggregazione di geografia".
Dal 2010, è necessario aver conseguito un master per superare questa competizione, che tra le aggregazioni umanistiche viene considerata "[la] più attraente e [la] più selettiva" e rimane di fatto necessaria per insegnare storia in CPGE o università.